# Segunda División de México 1981-82
La Temporada 1981-82 de la Segunda División de México fue el XXXIII torneo de la historia de la segunda categoría del fútbol mexicano. El Club de Fútbol Oaxtepec se proclamó campeón por primera ocasión, tras vencer al Deportivo Tepic por 3-1 en la final por el título, de esta forma el equipo morelense logró su primer ascenso al máximo circuito del fútbol mexicano.
Al finalizar la temporada se creó la Segunda B, motivo por el cual hubo cinco descensos desde esta categoría para reducir el número de clubes a 20 y potenciar la nueva división inferior.

## Cambios
- Atlético Morelia ascendió a Primera División.
- Unión de Curtidores descendió desde el máximo circuito.
- Cachorros de León descendió a Tercera División
- Azucareros de Córdoba ascendió desde dicha categoría.
- Atletas Industriales fue comprado por nuevos propietarios quienes decidieron convertirlo en el Atlético Valladolid, el nuevo equipo estableció su sede en Morelia.
- Universidad Veracruzana de Coatzacoalcos cambió de propietarios, los nuevos dueños lo renombraron como Brujas de Coatzacoalcos.
- Coyotes cambió su sede de Ciudad Neza a Tenancingo.
- Nuevo Necaxa se mudó a Amecameca, dejando su localidad original.
- Osos Grises del Estado de México abandonó Toluca por falta de apoyos para establecerse en Texcoco.[4]

## Formato de competencia
Los veinticuatro equipos se dividen en cuatro grupos de seis clubes, manteniendo los juegos entre los 24 en formato de todos contra todos a visita recíproca en 46 jornadas. Los dos primeros lugares de cada agrupación se clasifican a la liguilla en donde los ocho clubes se reparten en dos grupos de cuatro conjuntos, siendo los líderes los que jugarán la final por el campeonato a visita recíproca.  Por su parte, los últimos cinco equipos en la tabla general descenderán a la Segunda B.

## Equipos participantes

### Equipos por Entidad Federativa
| Entidad Federativa | N.º | Equipos                                              |
| ------------------ | --- | ---------------------------------------------------- |
| Estado de México   | 4   | Coyotes, Nuevo Necaxa, Osos Grises, y SUOO           |
| Michoacán          | 4   | Atlético Valladolid, La Piedad, Tapatío y Zamora     |
| Veracruz           | 4   | Brujas de Coatzacoalcos, Córdoba, Tuberos y Veracruz |
| Guanajuato         | 3   | Irapuato, Salamanca y Unión de Curtidores            |
| Hidalgo            | 2   | Pachuca y Tulancingo                                 |
| Jalisco            | 2   | Bachilleres y Club Jalisco                           |
| Morelos            | 2   | Cuautla y Oaxtepec                                   |
| Colima             | 1   | Colima                                               |
| Nayarit            | 1   | Tepic                                                |
| Tlaxcala           | 1   | Lobos de Tlaxcala                                    |

### Información sobre los equipos participantes
| Equipo                  | Ciudad                                           | Estadio                          |
| ----------------------- | ------------------------------------------------ | -------------------------------- |
| Atlético Valladolid     | Morelia, Michoacán                               | Venustiano Carranza              |
| Bachilleres             | Guadalajara, Jalisco                             | Tecnológico de la UdeG           |
| Brujas de Coatzacoalcos | Coatzacoalcos, Veracruz                          | Miguel Hidalgo                   |
| Colima                  | Colima, Colima                                   | Colima                           |
| Córdoba                 | Córdoba, Veracruz                                | Rafael Murillo Vidal             |
| Coyotes                 | Tenancingo, Estado de México                     | Municipal                        |
| Cuautla                 | Cuautla, Morelos                                 | Isidro Gil Tapia                 |
| Estado de México        | Toluca Texcoco, Estado de México                 | Toluca 70 Municipal de Texcoco   |
| Irapuato                | Irapuato, Guanajuato                             | Irapuato                         |
| Jalisco                 | Guadalajara, Jalisco                             | Jalisco                          |
| La Piedad               | La Piedad, Michoacán                             | Juan N. López                    |
| Lobos Tlaxcala          | Tlaxcala, Tlaxcala                               | Tlahuicole                       |
| Nuevo Necaxa            | Nuevo Necaxa, Puebla Amecameca, Estado de México | 14 de Diciembre Francisco Flores |
| Oaxtepec                | Oaxtepec, Morelos                                | Olímpico Centro Vacacional IMSS  |
| Pachuca                 | Pachuca, Hidalgo                                 | Revolución Mexicana              |
| Salamanca               | Salamanca, Guanajuato                            | El Molinito                      |
| S.U.O.O.                | Cuautitlán, Estado de México                     | Los Pinos                        |
| Tapatío                 | Uruapan, Michoacán                               | Hermanos López Rayón             |
| Tepic                   | Tepic, Nayarit                                   | Nicolás Álvarez Ortega           |
| Tuberos                 | Veracruz, Veracruz                               | Luis Pirata Fuente               |
| Tulancingo              | Tulancingo, Hidalgo                              | Primero de Mayo                  |
| Unión de Curtidores     | León, Guanajuato                                 | La Martinica                     |
| Veracruz                | Veracruz, Veracruz                               | Luis Pirata Fuente               |
| Zamora                  | Zamora, Michoacán                                | Municipal de Zamora              |

## Grupos

### Grupo 1
| Pos. | Equipo                  | Pts. | PJ | G  | E  | P  | GF | GC | Dif. |                             |
| ---- | ----------------------- | ---- | -- | -- | -- | -- | -- | -- | ---- | --------------------------- |
| 1    | Salamanca               | 66   | 46 | 20 | 17 | 9  | 74 | 59 | +15  | Cuadrangular de la liguilla |
| 2    | Córdoba                 | 65   | 46 | 20 | 15 | 11 | 65 | 51 | +14  | Cuadrangular de la liguilla |
| 3    | Jalisco                 | 64   | 46 | 20 | 14 | 12 | 82 | 68 | +14  |                             |
| 4    | SUOO                    | 54   | 46 | 16 | 14 | 16 | 67 | 66 | +1   |                             |
| 5    | Pachuca                 | 53   | 46 | 16 | 13 | 17 | 58 | 57 | +1   |                             |
| 6    | Tuberos de Veracruz (D) | 41   | 46 | 11 | 14 | 21 | 47 | 70 | −23  | Descenso de categoría       |

 Fuente: RSSSF

### Grupo 2
| Pos. | Equipo                | Pts. | PJ | G  | E  | P  | GF | GC | Dif. |                             |
| ---- | --------------------- | ---- | -- | -- | -- | -- | -- | -- | ---- | --------------------------- |
| 1    | Oaxtepec (C)          | 76   | 46 | 23 | 15 | 8  | 87 | 47 | +40  | Cuadrangular de la liguilla |
| 2    | Tapatío               | 58   | 46 | 16 | 17 | 13 | 65 | 63 | +2   | Cuadrangular de la liguilla |
| 3    | Zamora                | 49   | 46 | 14 | 12 | 20 | 59 | 69 | −10  |                             |
| 4    | Bachilleres (D)       | 44   | 46 | 11 | 17 | 18 | 60 | 76 | −16  | Descenso de categoría       |
| 5    | Lobos de Tlaxcala (D) | 43   | 46 | 11 | 15 | 20 | 47 | 68 | −21  | Descenso de categoría       |
| 6    | Coyotes Neza (D)      | 39   | 46 | 11 | 9  | 26 | 65 | 80 | −15  | Descenso de categoría       |

 Fuente: RSSSF

### Grupo 3
| Pos. | Equipo              | Pts. | PJ | G  | E  | P  | GF | GC | Dif. |                             |
| ---- | ------------------- | ---- | -- | -- | -- | -- | -- | -- | ---- | --------------------------- |
| 1    | Deportivo Tepic     | 62   | 46 | 20 | 12 | 14 | 70 | 58 | +12  | Cuadrangular de la liguilla |
| 2    | Estado de México    | 56   | 46 | 20 | 9  | 17 | 68 | 66 | +2   | Cuadrangular de la liguilla |
| 3    | Nuevo Necaxa        | 54   | 46 | 15 | 16 | 15 | 62 | 59 | +3   |                             |
| 4    | La Piedad           | 51   | 46 | 14 | 17 | 15 | 65 | 76 | −11  |                             |
| 5    | Coatzacoalcos       | 45   | 46 | 12 | 15 | 19 | 58 | 73 | −15  |                             |
| 6    | Atlético Valladolid | 45   | 46 | 11 | 15 | 20 | 57 | 79 | −22  |                             |

 Fuente: RSSSF

### Grupo 4
| Pos. | Equipo              | Pts. | PJ | G  | E  | P  | GF | GC | Dif. |                             |
| ---- | ------------------- | ---- | -- | -- | -- | -- | -- | -- | ---- | --------------------------- |
| 1    | Unión de Curtidores | 81   | 46 | 26 | 12 | 8  | 85 | 38 | +47  | Cuadrangular de la liguilla |
| 2    | Veracruz            | 66   | 46 | 22 | 12 | 12 | 66 | 50 | +16  | Cuadrangular de la liguilla |
| 3    | Colima              | 55   | 46 | 15 | 14 | 17 | 69 | 75 | −6   |                             |
| 4    | Tulancingo          | 53   | 46 | 14 | 18 | 14 | 63 | 66 | −3   |                             |
| 5    | Cuautla             | 48   | 46 | 13 | 15 | 18 | 54 | 59 | −5   |                             |
| 6    | Irapuato (D)        | 44   | 46 | 13 | 9  | 24 | 67 | 88 | −21  | Descenso de categoría       |

 Fuente: RSSSF

## Tabla general
| Pos. | Equipo                  | Pts. | PJ | G  | E  | P  | GF | GC | Dif. | Clasificación               |
| ---- | ----------------------- | ---- | -- | -- | -- | -- | -- | -- | ---- | --------------------------- |
| 1    | Unión de Curtidores     | 81   | 46 | 26 | 12 | 8  | 85 | 38 | +47  | Cuadrangular de la liguilla |
| 2    | Oaxtepec (C)            | 76   | 46 | 23 | 15 | 8  | 87 | 47 | +40  | Cuadrangular de la liguilla |
| 3    | Salamanca               | 66   | 46 | 20 | 17 | 9  | 74 | 59 | +15  | Cuadrangular de la liguilla |
| 4    | Veracruz                | 66   | 46 | 22 | 12 | 12 | 66 | 50 | +16  | Cuadrangular de la liguilla |
| 5    | Córdoba                 | 65   | 46 | 20 | 15 | 11 | 65 | 51 | +14  | Cuadrangular de la liguilla |
| 6    | Jalisco                 | 64   | 46 | 20 | 14 | 12 | 82 | 68 | +14  |                             |
| 7    | Deportivo Tepic         | 62   | 46 | 20 | 12 | 14 | 70 | 58 | +12  | Cuadrangular de la liguilla |
| 8    | Tapatío                 | 58   | 46 | 16 | 17 | 13 | 65 | 63 | +2   | Cuadrangular de la liguilla |
| 9    | Estado de México        | 56   | 46 | 20 | 9  | 17 | 68 | 66 | +2   | Cuadrangular de la liguilla |
| 10   | Colima                  | 55   | 46 | 15 | 14 | 17 | 69 | 75 | −6   |                             |
| 11   | SUOO                    | 54   | 46 | 16 | 14 | 16 | 67 | 66 | +1   |                             |
| 12   | Nuevo Necaxa            | 54   | 46 | 15 | 16 | 15 | 62 | 59 | +3   |                             |
| 13   | Pachuca                 | 53   | 46 | 16 | 13 | 17 | 58 | 57 | +1   |                             |
| 14   | Tulancingo              | 53   | 46 | 14 | 18 | 14 | 63 | 66 | −3   |                             |
| 15   | La Piedad               | 51   | 46 | 14 | 17 | 15 | 65 | 76 | −11  |                             |
| 16   | Cuautla                 | 48   | 46 | 13 | 15 | 18 | 54 | 59 | −5   |                             |
| 17   | Zamora                  | 49   | 46 | 14 | 12 | 20 | 59 | 69 | −10  |                             |
| 18   | Coatzacoalcos           | 45   | 46 | 12 | 15 | 19 | 58 | 73 | −15  |                             |
| 19   | Atlético Valladolid     | 45   | 46 | 11 | 15 | 20 | 57 | 79 | −22  |                             |
| 20   | Bachilleres (D)         | 44   | 46 | 11 | 17 | 18 | 60 | 76 | −16  | Descenso de categoría       |
| 21   | Irapuato (D)            | 44   | 46 | 13 | 9  | 24 | 67 | 88 | −21  | Descenso de categoría       |
| 22   | Lobos de Tlaxcala (D)   | 43   | 46 | 11 | 15 | 20 | 47 | 68 | −21  | Descenso de categoría       |
| 23   | Tuberos de Veracruz (D) | 41   | 46 | 11 | 14 | 21 | 47 | 70 | −23  | Descenso de categoría       |
| 24   | Coyotes Neza (D)        | 39   | 46 | 11 | 9  | 26 | 65 | 80 | −15  | Descenso de categoría       |

 Fuente: RSSSF

## Resultados
| Local \ Visitante   | ATV | BAC | COA | COL | COR | COY | CUA | EDM | IRA | JAL | LPD | LBT | NEC | OAX | PAC | SAL | SUO | TAP | TEP | TUB | TUL | UDC | VER | ZAM |
| ------------------- | --- | --- | --- | --- | --- | --- | --- | --- | --- | --- | --- | --- | --- | --- | --- | --- | --- | --- | --- | --- | --- | --- | --- | --- |
| Atlético Valladolid | —   | 1–2 | 2–0 | 0–0 | 2–2 | 3–2 | 0–1 | 4–2 | 5–1 | 2–3 | 1–1 | 2–0 | 0–0 | 2–3 | 0–0 | 2–0 | 0–4 | 1–1 | 0–0 | 3–1 | 3–1 | 1–3 | 2–3 | 1–0 |
| Bachilleres         | 0–0 | —   | 1–1 | 2–2 | 2–2 | 3–2 | 3–1 | 0–0 | 3–1 | 1–0 | 1–2 | 2–1 | 0–1 | 0–0 | 0–2 | 0–1 | 1–0 | 0–0 | 1–1 | 4–1 | 2–2 | 1–1 | 0–1 | 1–1 |
| Coatzacoalcos       | 4–0 | 1–1 | —   | 2–2 | 1–1 | 3–1 | 2–1 | 0–1 | 4–1 | 1–1 | 3–2 | 0–0 | 4–0 | 2–1 | 2–1 | 0–1 | 0–1 | 5–0 | 1–0 | 2–2 | 1–2 | 3–0 | 0–1 | 2–2 |
| Colima              | 2–0 | 4–2 | 5–0 | —   | 3–0 | 2–1 | 1–1 | 1–1 | 3–0 | 2–1 | 2–0 | 2–2 | 2–0 | 3–2 | 5–2 | 2–2 | 3–1 | 0–1 | 1–4 | 3–2 | 3–0 | 0–0 | 0–4 | 2–2 |
| Córdoba             | 2–1 | 1–0 | 1–0 | 2–0 | —   | 2–0 | 1–0 | 0–1 | 3–1 | 0–0 | 5–2 | 2–0 | 1–1 | 1–0 | 0–1 | 1–1 | 1–1 | 3–2 | 2–1 | 1–2 | 1–1 | 1–0 | 0–0 | 4–2 |
| Coyotes             | 3–1 | 2–0 | 3–0 | 2–4 | 1–2 | —   | 1–2 | 1–3 | 4–0 | 4–2 | 2–2 | 1–2 | 1–2 | 1–1 | 0–1 | 1–2 | 3–3 | 2–1 | 4–1 | 0–0 | 3–2 | 2–0 | 2–3 | 0–0 |
| Cuautla             | 0–1 | 1–1 | 2–2 | 2–0 | 0–0 | 3–1 | —   | 2–0 | 3–1 | 2–2 | 2–1 | 3–1 | 1–0 | 0–2 | 1–1 | 0–3 | 2–3 | 1–2 | 0–1 | 0–1 | 2–2 | 0–0 | 0–2 | 2–0 |
| Estado de México    | 1–0 | 4–3 | 1–2 | 3–0 | 1–3 | 1–1 | 2–3 | —   | 3–2 | 3–3 | 2–1 | 4–1 | 1–0 | 1–2 | 2–1 | 1–3 | 3–4 | 2–0 | 1–0 | 2–1 | 0–0 | 2–1 | 1–0 | 0–3 |
| Irapuato            | 5–0 | 2–2 | 1–1 | 4–2 | 1–4 | 2–0 | 3–1 | 1–3 | —   | 2–4 | 1–3 | 1–1 | 3–1 | 1–4 | 3–1 | 2–3 | 1–1 | 1–0 | 4–1 | 3–1 | 1–0 | 0–2 | 1–0 | 2–3 |
| Jalisco             | 5–1 | 4–1 | 2–1 | 2–0 | 2–2 | 1–0 | 1–0 | 3–2 | 0–0 | —   | 3–0 | 1–1 | 3–3 | 1–2 | 3–1 | 2–1 | 1–0 | 1–3 | 1–2 | 3–0 | 3–1 | 1–1 | 2–3 | 3–2 |
| La Piedad           | 0–0 | 3–1 | 2–0 | 1–0 | 2–0 | 3–0 | 2–2 | 2–1 | 2–2 | 1–1 | —   | 1–0 | 1–1 | 2–2 | 3–2 | 1–1 | 2–2 | 2–1 | 2–1 | 0–0 | 2–1 | 1–2 | 2–0 | 2–2 |
| Lobos Tlaxcala      | 1–1 | 0–1 | 1–1 | 4–1 | 0–0 | 4–0 | 0–0 | 2–0 | 1–0 | 0–1 | 2–2 | —   | 2–1 | 2–2 | 0–1 | 0–0 | 0–3 | 2–2 | 2–1 | 2–0 | 0–2 | 1–0 | 2–0 | 0–3 |
| Nuevo Necaxa        | 2–0 | 3–2 | 2–0 | 1–1 | 4–1 | 1–0 | 2–3 | 0–2 | 0–2 | 4–0 | 2–2 | 2–1 | —   | 2–1 | 3–1 | 1–1 | 0–0 | 3–1 | 1–1 | 1–1 | 5–2 | 0–0 | 3–1 | 1–0 |
| Oaxtepec            | 3–1 | 2–0 | 9–0 | 4–2 | 3–2 | 1–0 | 2–2 | 1–1 | 1–0 | 0–0 | 2–0 | 1–0 | 1–1 | —   | 3–0 | 1–0 | 2–0 | 0–0 | 3–3 | 2–0 | 3–1 | 2–2 | 3–0 | 2–0 |
| Pachuca             | 1–1 | 2–0 | 4–0 | 3–0 | 0–2 | 1–0 | 2–2 | 1–1 | 4–3 | 1–1 | 3–1 | 1–1 | 1–0 | 1–3 | —   | 1–0 | 2–3 | 0–2 | 1–1 | 4–0 | 0–0 | 0–0 | 2–0 | 3–0 |
| Salamanca           | 3–1 | 4–2 | 2–2 | 1–1 | 1–1 | 2–2 | 1–1 | 2–0 | 3–2 | 0–0 | 3–1 | 2–0 | 3–2 | 3–2 | 2–1 | —   | 2–1 | 0–0 | 4–1 | 2–1 | 1–1 | 0–1 | 0–2 | 2–1 |
| SUOO                | 1–0 | 2–4 | 2–0 | 2–0 | 0–1 | 2–3 | 1–0 | 1–1 | 0–0 | 0–3 | 0–0 | 7–1 | 3–3 | 1–0 | 2–0 | 1–1 | —   | 2–2 | 2–0 | 1–1 | 1–2 | 1–3 | 0–0 | 2–1 |
| Tapatío             | 3–3 | 2–2 | 2–1 | 2–0 | 1–1 | 1–3 | 1–0 | 2–1 | 2–2 | 3–1 | 6–1 | 2–1 | 2–0 | 0–0 | 0–0 | 1–1 | 0–0 | —   | 0–2 | 1–0 | 2–2 | 0–2 | 2–0 | 4–1 |
| Tepic               | 4–0 | 3–0 | 1–1 | 1–0 | 1–0 | 2–0 | 2–1 | 3–1 | 1–0 | 1–1 | 1–1 | 3–0 | 1–0 | 1–6 | 1–1 | 5–2 | 4–0 | 1–3 | —   | 1–0 | 1–1 | 4–1 | 0–0 | 1–0 |
| Tuberos             | 1–1 | 1–1 | 1–0 | 5–1 | 0–2 | 2–2 | 0–2 | 2–0 | 0–1 | 2–3 | 2–2 | 1–1 | 2–2 | 2–0 | 2–0 | 2–4 | 1–0 | 1–0 | 2–1 | —   | 1–1 | 0–2 | 0–0 | 0–3 |
| Tulancingo          | 2–2 | 2–4 | 0–0 | 0–0 | 2–1 | 2–1 | 1–1 | 2–0 | 1–0 | 3–0 | 2–1 | 2–4 | 0–0 | 1–0 | 0–1 | 2–2 | 3–1 | 2–2 | 1–1 | 0–2 | —   | 3–0 | 4–2 | 1–0 |
| Unión de Curtidores | 2–2 | 6–2 | 3–0 | 4–1 | 3–0 | 2–1 | 1–0 | 1–1 | 4–1 | 6–2 | 4–0 | 2–0 | 0–0 | 0–0 | 1–0 | 4–1 | 4–0 | 5–0 | 3–2 | 1–1 | 1–0 | —   | 1–0 | 5–0 |
| Veracruz            | 4–1 | 1–1 | 3–2 | 1–1 | 2–2 | 1–1 | 1–1 | 0–1 | 1–1 | 3–2 | 4–1 | 0–0 | 2–1 | 1–1 | 2–1 | 3–1 | 2–1 | 3–1 | 3–1 | 2–0 | 3–0 | 1–0 | —   | 1–0 |
| Zamora              | 0–3 | 2–0 | 1–1 | 0–0 | 2–1 | 2–1 | 2–0 | 1–4 | 2–1 | 0–3 | 1–0 | 4–1 | 2–0 | 2–2 | 1–1 | 0–0 | 2–4 | 2–2 | 0–1 | 3–0 | 2–2 | 0–1 | 2–0 | —   |

## Liguilla por el título

### Grupo A
| Pos. | Equipo          | Pts. | PJ | G | E | P | GF | GC | Dif. | Clasificación     |
| ---- | --------------- | ---- | -- | - | - | - | -- | -- | ---- | ----------------- |
| 1    | Deportivo Tepic | 9    | 6  | 4 | 0 | 2 | 10 | 7  | +3   | Acceso a la final |
| 2    | Veracruz        | 8    | 6  | 3 | 0 | 3 | 13 | 12 | +1   |                   |
| 3    | Tapatío         | 7    | 6  | 3 | 1 | 2 | 8  | 9  | −1   |                   |
| 4    | Salamanca       | 4    | 6  | 1 | 1 | 4 | 8  | 11 | −3   |                   |

 Fuente: RSSSF

#### Resultados
| Local \ Visitante | SAL | TAP | TEP | VER |
| ----------------- | --- | --- | --- | --- |
| Salamanca         | —   | 1–2 | 1–2 | 3–0 |
| Tapatío           | 1–1 | —   | 2–1 | 2–1 |
| Tepic             | 1–0 | 2–0 | —   | 1–0 |
| Veracruz          | 5–2 | 3–1 | 4–3 | —   |

### Grupo B
| Pos. | Equipo              | Pts. | PJ | G | E | P | GF | GC | Dif. | Clasificación     |
| ---- | ------------------- | ---- | -- | - | - | - | -- | -- | ---- | ----------------- |
| 1    | Oaxtepec (C)        | 11   | 6  | 3 | 3 | 0 | 10 | 5  | +5   | Acceso a la final |
| 2    | Unión de Curtidores | 8    | 6  | 2 | 2 | 2 | 11 | 9  | +2   |                   |
| 3    | Córdoba             | 8    | 6  | 2 | 3 | 1 | 7  | 6  | +1   |                   |
| 4    | Estado de México    | 3    | 6  | 1 | 0 | 5 | 7  | 15 | −8   |                   |

 Fuente: RSSSF

#### Resultados
| Local \ Visitante   | COR | EDM | OAX | UDC |
| ------------------- | --- | --- | --- | --- |
| Córdoba             | —   | 2–0 | 0–0 | 1–1 |
| Estado de México    | 3–1 | —   | 1–3 | 0–2 |
| Oaxtepec            | 1–1 | 2–1 | —   | 3–1 |
| Unión de Curtidores | 1–2 | 5–2 | 1–1 | —   |

### Final
La serie final del torneo enfrentó al Oaxtepec contra el Deportivo Tepic.
| 19 de julio de 1982 | Tepic | 0-1 | Oaxtepec           | Estadio Nicolás Álvarez Ortega, Tepic |  |
|                     |       |     | 88' Armando Correa |                                       |  |

| 24 de julio de 1982                                                                | Oaxtepec                                | 2-1 | Tepic                | Estadio Olímpico del Centro Vacacional IMSS, Oaxtepec |  |
|                                                                                    | Jorge Garrido 24' · Ignacio Negrete 64' |     | 87' Marcelino Bernal |                                                       |  |
| Oaxtepec campeón de la Temporada 1981-82 y asciende a Primera División. Global 3-1 |                                         |     |                      |                                                       |  |

|                               |
| Oaxtepec Campeón 1.er título. |